# Tommaso de Vigilia
Tommaso de Vigilia (aktiv 1444–1497 in Palermo) war ein italienischer Maler der Frührenaissance auf Sizilien.

## Leben und Werk
Über seine Ausbildung ist nichts bekannt. Ab 1444 war er in Palermo aktiv, sein Atelier ist ab 1451 im Quartier Seralcadi (heute Capo) dokumentiert. Sein frühestes nachgewiesenes Werk ist das von ihm signiertes und 1460 datiertes Tafelbild „Schreibender Johannes Evangelist“, das sich heute im Besitz des Palazzo Abatellis befindet. Vigilia ist als Mitarbeiter vom Meister des berühmten Freskos „Triumph des Todes“ im Palazzo Abatellis identifiziert worden.
Zahlreiche seiner Werke gingen verloren, darunter auch das als sein Hauptwerk bezeichnete Triptychon „Thronende Madonna mit den Heiligen Agathe, Lucia, Josef und Caloger“ von 1486 sowie sein „Tempelgang der Maria“ für den Hochaltar der Kathedrale von Palermo.

## Werke
- Santa Maria di Risalaimi (Misilmeri): abgenommene Fresken „Vier heilige Frauen“ (um 1470)
- Galleria Regionale della Sicilia: „Schreibender Johannes Ev.“ (1460); Triptychon für den Duca di Verdura „Jungfrau und Kind mit den Heiligen Hieronymus und Theodor“; „Madonna und Kind mit Johannes dem Täufer und dem heiligen Benedikt“ sowie „Thronende Madonna mit Kind und Kette“
- Basilika (Cefalù): Bemaltes Holzkreuz (Zuschreibung von Raffaello Delogu)
- Chiesa Carmine Maggiore (Palermo): Tafelbild “Madonna del Carmelo”
- St. Domenico del Rosario (Alcamo): Fresko “Madonna della Stella” (1464)
- Chiesa di S. Rosalia (Bivona): Tafelbild „Krönung der heiligen Rosalia“ (1494)
- Museo Diocesano di Palermo: Tafelbild